# 貴田庄
貴田 庄（きだ しょう、1947年(昭和22年) - ）は、日本の映画評論家、書物史家、工芸家。
小津安二郎を中心とした映画、俳優に関する評論を書く。

## 来歴
青森県弘前市生まれ。早稲田大学大学院芸術学修士課程修了。1977年からパリ装飾美術学校書物中央校で学び、1981年修了。

## 著書
- 『フランス工芸製本 1979-1984』東京ルリユール研究所、1984
- 『母と子のマーブリング』美術出版社、1992
- 『小津安二郎のまなざし』晶文社、1999
- 『小津安二郎の食卓』芳賀書店、2000。ちくま文庫、2003
- 『西洋の書物工房 ロゼッタ・ストーンからモロッコ革の本まで』芳賀書店、2000。朝日選書、2014
- 『小津安二郎と映画術』平凡社、2001
  - 新編『小津安二郎と七人の監督』ちくま文庫、2023
- 『マーブル染』芳賀書店、2001
- 『小津安二郎をたどる東京・鎌倉散歩』青春出版社 プレイブックス新書、2003
- 『小津安二郎 東京グルメ案内』朝日文庫、2003
- 『監督小津安二郎入門 40のQ&A』朝日文庫、2003
- 『レンブラントと和紙』八坂書房、2005
- 『小津安二郎文壇交遊録』中公新書、2006
- 『原節子 あるがままに生きて』朝日文庫、2010
- 『小津安二郎美食三昧 関東編』、『関西編』朝日文庫、2011
- 『高峰秀子 人として女優として』朝日新聞出版、2012
- 『原節子 わたしを語る』朝日文庫、2013
- 『小津安二郎と「東京物語」』ちくま文庫、2013
- 『志賀直哉、映画に行く エジソンから小津安二郎まで見た男』朝日選書、2015
- 『原節子物語　若き日々』朝日文庫、2016

### 翻訳
- アルレット・ル・ベイリィ『ルリユール入門 革製本への手引き』沖積舎、1991

## 参考
- [ISBN 978-4-480-43129-5]